# Valkanjaure
Valkanjaure är en sjö i Arvidsjaurs kommun i Lappland och ingår i Piteälvens huvudavrinningsområde. Sjön har en area på 2,56 kvadratkilometer och ligger 381,2 meter över havet. Sjön avvattnas av vattendraget Valkanjaurbäcken.

## Delavrinningsområde
Valkanjaure ingår i det delavrinningsområde (732118-163104) som SMHI kallar för Utloppet av Valkanjaure. Medelhöjden är 405 meter över havet och ytan är 20,36 kvadratkilometer. Räknas de 4 avrinningsområdena uppströms in blir den ackumulerade arean 59,14 kvadratkilometer. Valkanjaurbäcken som avvattnar avrinningsområdet har biflödesordning 3, vilket innebär att vattnet flödar genom totalt 3 vattendrag innan det når havet efter 189 kilometer. Avrinningsområdet består mestadels av skog (79 procent). Avrinningsområdet har 2,89 kvadratkilometer vattenytor vilket ger det en sjöprocent på 14,2 procent.